# Pieve di Corleto
La pieve di Santo Stefano in Corleto è situata nelle campagne faentina, a circa 6 chilometri dalla città di Faenza ed è situata a metà strada fra la stessa città e Forlì.

## Storia
Non si conosce esattamente la data della prima edificazione, ma la prima fonte scritta in cui si cita la pieve di Corleto è risalente all'anno 896.
Distrutta nel 1220 durante una guerra fra le città di Faenza e Forlì, la chiesa venne ricostruita nel 1224, ma la costruzione attuale in stile barocco settecentesco risale esattamente al 1778.
Durante quest'ultima riedificazione, l'altare maggiore venne orientato verso ovest, invece che ad est come nella costruzione precedente. Inoltre il tetto dell'edificio venne alzato di svariati metri.

## Descrizione
Sull'altare maggiore è collocata una copia di un quadro originale del Cisari, realizzata da Gian Battista Campidori intorno al 1700.

## Cripta
Sotto alla chiesa si trova una piccola cripta seminterrata a tre navate costruita con materiale di recupero più antico, si ritiene risalga all'XI secolo. Tale cripta rappresenterebbe quindi il secondo monumento più antico di Faenza, dopo il campanile ottagonale della Chiesa di Santa Maria ad Nives.  Essa è tutto quel che resta della chiesa antica, anche se la sua costruzione è di molto posteriore alla nascita della Pieve. Nel ravennate infatti soltanto nella seconda metà del sec. IX si cominciarono a costruire cripte dalla tipologia a oratorio, come a Corleto. Per la cronologia delle cripte si impone grande cautela e proprio in rapporto alla tipologia a oratorio si propone il X-XI secolo, periodo della sua diffusione. La cripta della Pieve molto probabilmente svolgeva una funzione liturgica e vi si veneravano reliquie importanti; era dotata infatti di due accessi opposti adeguati a ingresso e uscita dei fedeli, senza disturbo delle funzioni in area absidale. Quanto alle fonti documentarie, soltanto nel 1675 lo storico faentino Giulio Cesare Tonduzzi rompe il silenzio dei cronisti faentini, perdurante ormai dal '200, con una memoria scritta relativa alla cripta, ridotta ai suoi tempi a uso di cantina. Le due uscite nord e sud, forse proprio allora, furono ridotte la prima a finestrella per dare luce e aria, la seconda a nicchia, e venne aperto un nuovo ingresso più ampio per far passare le botti e altri utensili da cantina. La cripta non è collegata alla chiesa, ma vi si accede dalla canonica.
Su una parete dell'ingresso alla canonica fu murato un frammento di epigrafe romana